# Château de Muges
Le château de Muges est un château, situé le long du C.D.8 reliant Aiguillon à Damazan, sur le territoire de la commune de Damazan, dans le département français de Lot-et-Garonne.

## Histoire
Le domaine de Muges a été acheté par l'armateur bordelais Jacques Henry à la fin du XVIIIe siècle.
Il a confié la construction du nouveau château à l'architecte André Mollié, qui a été le maître d'œuvre du château Nairac construit à Barsac et d'une partie du château d'Aiguillon.
L'ensemble  du château et son parc ont été inscrits monument historique le 8 décembre 2008,.

## Architecture
Le château a été construit suivant un plan en U. Le corps central est cantonné de deux pavillons qui sont couverts d'un toit brisé. Deux communs ont été placés perpendiculairement au logis.
L'élévation côté cour du logis a un avant-corps central en légère saillie dans lequel se trouve la porte d'entrée. 
Une partie des décors du XVIIIe siècle, avec lambris, menuiseries et cheminées, a été conservée. On peut voir un escalier d'honneur avec une rampe en fer forgé analogue à celle du château d'Aiguillon.
Le vaste domaine qui entoure le château a gardé un potager-fruitier et une orangerie.